# Douglas O-46
Douglas O-46 – amerykański samolot rozpoznawczy z 1936 roku.
O-46 był ostatnim samolotem rozpoznawczym z długiej serii wytwórni Douglas. Już w trakcie przyjęcia do służby był maszyną przestarzałą i nie dorównującą samolotom potencjalnego przeciwnika. W czasie wojny był wykorzystywany do lotów rozpoznawczych za linią frontu.
Dużą wadą samolotu była niska prędkość i nieprzystosowanie do lądowania na lotniskach polowych. Z tego powodu samolot ulegał częstym awariom.

## Historia
Pierwszy e-46A wzbił się w powietrze w październiku 1934 roku. Do 1937 roku amerykańskim siłom powietrznym dostarczono 90 maszyn tego typu.
2 samoloty zostały zniszczone podczas japońskiego ataku na Clark Field na Filipinach 8 grudnia 1941 roku. W 1942 roku maszyny zostają wycofane z frontu i przekazane do szkolenia pilotów.

## Literatura
- Francillion René J, McDonnell Douglas Aircraft, London 1979.